# Ardisia albovirens
Ardisia albovirens är en viveväxtart som beskrevs av Carl Christian Mez. Ardisia albovirens ingår i släktet Ardisia och familjen viveväxter. Inga underarter finns listade i Catalogue of Life.